# Cybernoid: The Fighting Machine
Cybernoid: The Fighting Machine è un videogioco sparatutto con un velivolo fantascientifico, sviluppato e pubblicato nel 1988 dalla Hewson Consultants per i computer Amiga, Amstrad CPC, Atari ST, Commodore 64 e ZX Spectrum, e nel 1989 dalla Acclaim Entertainment per la console NES. È stato ideato da Raffaele Cecco. L'anno seguente fu prodotto un sequel intitolato Cybernoid II: The Revenge.
La versione per Commodore 64 emulata fu in seguito ripubblicata per Virtual Console Wii e quella ZX Spectrum per iOS.

## Trama
I depositi della federazione spaziale sono stati saccheggiati dai pirati. Il velivolo militare d'avanguardia Cybernoid viene inviato nella base pirata per recuperare il prezioso carico. Deve affrontare i sistemi di difesa planetari oltre alle navicelle dei pirati stessi.

## Modalità di gioco
Cybernoid si svolge in un ambiente bidimensionale multischermo con visuale di lato. La navicella del giocatore deve attraversare un percorso tortuoso, ma lineare, a volte infilandosi in strette gallerie. Si trova dentro un complesso le cui pareti hanno l'aspetto di strutture organiche e metalliche.
Il percorso è formato da stanze a schermo fisso e per superare ogni stanza bisogna affrontare particolari pericoli e raggiungere il passaggio, su uno dei quattro lati, che dà sulla schermata successiva.
I comandi di base sono il volo a destra, a sinistra e verso l'alto, e lo sparo semplice in orizzontale con proiettili illimitati. Non c'è un comando per andare in basso: quando non viene spinta in alto, la navicella scende costantemente verso il basso da sola per gravità. Toccare le pareti non è dannoso e ci si può posare e spostare in orizzontale sui pavimenti.
I nemici sullo scenario comprendono navicelle pirata che a volte sparano, postazioni di fuoco meccaniche, robusta vegetazione aliena, bolle di plasma, rampe di lancio missili che si attivano al passaggio. Alcuni nemici sono distruttibili solo con l'arma adeguata. In alcuni punti ci sono strutture a blocchi da distruggere per poter passare. Alcuni avversari sono indistruttibili, come i grandi cannoni piazzati in punti chiave, o le barriere verticali con elementi mobili, dove il passaggio tra una colonna e l'altra richiede tempismo molto preciso. Ci sono alcuni vulcani che eruttano, ma sono innocui.
Basta subire un colpo o scontro per perdere una vita.
Quando si distrugge una navicella pirata, può lasciare una parte del carico rubato, da raccogliere. Il valore totale del carico recuperato è mostrato sotto quello del punteggio. L'obiettivo di ogni livello è raggiungere la fine del percorso entro un tempo limite e dopo aver recuperato un valore di carico sufficiente. Se si riesce, il carico si converte in punti e si vince una vita, ma se il valore raccolto è insufficiente si perde una vita.
Sono disponibili armamenti secondari in quantità limitate, da utilizzare in situazioni difficili. Gli armamenti attivi possono modificare anche l'aspetto esteriore della navicella. I pirati eliminati possono lasciare ricariche di munizioni che valgono per l'arma attualmente selezionata, qualunque essa sia. Ci sono cinque armi selezionabili, che nelle versioni per computer si scelgono con la tastiera e si sparano premendo a lungo il pulsante di fuoco:
- Bombe, per distruggere grosse fortificazioni
- Mine, da piazzare in punti strategici per fermare i velivoli
- Scudo di invincibilità temporanea
- Bombe rimbalzanti, che girano per lo schermo distruggendo le postazioni
- Missili inseguitori

Inoltre si possono trovare e raccogliere come power-up due tipi di armi fisse, automatiche e illimitate:
- Cannone per sparare con l'arma primaria anche all'indietro
- Cybermace ("cibermazza"), un oggetto che ruota attorno alla navicella distruggendo i nemici al tocco. Se ne possono accumulare fino a tre che ruotano insieme[4].

Ci sono generalmente tre livelli, di aspetto simile, ma con percorsi sempre più grandi e complessi. Nella versione Amiga è presente un quarto livello, per un totale di 155 schermi.
Tutte le versioni hanno lo stesso level design, compresa quella per NES, che però introduce la possibilità di selezionare tra tre livelli di difficoltà generale.

## Colonna sonora
La versione per Commodore 64 ha il tema musicale principale composto da Jeroen Tel; durante le partite può essere ascoltato in alternativa agli effetti sonori, ma non si possono attivare entrambe le cose insieme.
Le versioni per Sinclair ZX Spectrum e Amstrad CPC hanno una colonna sonora differente composta da Dave Rogers. È ascoltabile anche insieme agli effetti sonori, ma nel caso dello Spectrum la musica durante la partita è supportata soltanto con 128k di memoria.
Rogers sostiene che, per enfatizzare il senso di avanzamento implacabile dato dalla musica, uno dei canali audio è costituito da note con ritmo predefinito ma di altezza casuale, quindi la musica è leggermente diversa ogni volta che viene suonata.
Il tema musicale di Rogers è presente anche nella versione Atari ST, sebbene solo nell'introduzione.

## Sviluppo
Lo sviluppo originario di Cybernoid avvenne per lo ZX Spectrum ed è opera di Raffaele Cecco, che già era uno sviluppatore di videogiochi affermato. Insieme ad Anthony Hewson, suo capo e direttore della Hewson, Cecco decise per il suo prossimo gioco di riprendere ispirazione da Exolon, il successo che aveva precedentemente realizzato per l'azienda, apprezzato tra l'altro per l'ampio uso del colore.
Cecco ammette che fu grande l'influenza dello sparatutto spaziale Exolon, ma volle introdurre anche rilevanti elementi da rompicapo. Inoltre all'epoca erano diffusi molti titoli con armi multiple, e anche in Cybernoid Cecco volle introdurre varietà e selezionabilità degli armamenti. Tutte le armi sono ispirate a potenziamenti che aveva visto in titoli da sala giochi.
Secondo la testimonianza di Cecco, lo sviluppo di Cybernoid richiese 9 mesi in tutto. Il grosso dell'impegno fu ottimizzare il programma per la velocità e il risparmio di memoria, per consentire la presenza di una grande quantità di elementi in rapido movimento. Nel risultato finale gli sprite si muovono a 25 frame per secondo.
Tra le armi, la Cybermace è graficamente molto d'effetto, eppure fu la più rapida da realizzare, ci vollero appena 20 minuti. È un oggetto che gira attorno alla navicella del giocatore lasciando una scia; la traiettoria circolare fu realizzata mediante una serie di coordinate relative predefinite.
La macchina usata per lo sviluppo era un PC IBM con sistema operativo CP/M, scelto per i suoi editor e assembler veloci, collegato via porta seriale a uno ZX Spectrum dove Cecco scaricava e collaudava il gioco. Sul PC eseguiva anche un monitor per esaminare il contenuto della memoria dello Spectrum.
La grafica originale fu disegnata con un programma per Spectrum che Cecco già usava quando lavorava alla Mikro-Gen. La musica originale fu composta da Dave Rogers, anch'egli uno sviluppatore esperto assunto alla Hewson, servendosi soltanto della chitarra per provare e di un programma in BASIC su Amstrad CPC per tradurre le note in dati. I dati musicali generati sul CPC vengono poi suonati anche nelle versioni Spectrum e Atari ST grazie a specifici driver scritti da Rogers in linguaggio macchina.

## Accoglienza
Cybernoid ottenne un grandissimo successo specialmente sui computer a 8 bit, tanto da essere considerato all'epoca lo stato dell'arte per questo tipo di giochi su tali macchine. Ricevette molte ottime recensioni dalla critica contemporanea e apparve su molte copertine di riviste.
I giudizi della critica europea furono particolarmente buoni per quanto riguarda le versioni Commodore 64 e ZX Spectrum. 
Le medie sono comunque alte anche per gli altri computer.
Solo la più tarda versione per console NES sembra essere stata poco notevole.